# Diana Urrea Herrera
Diana Urrea Herrera   (Armenia, 5 d'agost de 1987) és una activista i política feminista i internacionalista basca d'origen colombià.
Tot i que va néixer a Colòmbia, de petita es va mudar a Biscaia amb la seva família. Va estudiar Turisme a la Universitat de Deusto i va cursar un màster en Igualtat de Dones i Homes a la Universitat del País Basc. És membre del partit polític Alternatiba. Ha estat membre del Parlament Basc per la coalició Euskal Herria Bildu.